# Anàlisi de la covariància
L'anàlisi de la covariància o ANCOVA, acrònim de l'anglès analysis of covariance, és un model lineal general amb una variable quantitativa i un o més factors. El ANCOVA és una fusió del ANOVA i de la regressió lineal múltiple. És un procediment estadístic que permet eliminar l'heterogeneïtat causada en la variable d'interès (variable dependent) per la influència d'una o més variables quantitatives (covariables). Bàsicament, el fonament del ANCOVA és un ANOVA a qui a la variable dependent se li ha eliminat l'efecte predit per una o més covariables per regressió lineal múltiple. La inclusió de covariables pot augmentar la potència estadística perquè sovint redueix la variabilitat.

## Equacions

### ANCOVA d'un factor
L'anàlisi d'un factor és apropiat quan es disposa de tres o més grups; k grups. El factor (variable categòrica) té  k  nivells. En els dissenys equilibrats, cada grup té el mateix nombre de dades (individus), els quals idealment han estat assignats a l'atzar a cada grup a partir d'una mostra original preferiblement homogènia.

### Calculant la suma de les desviacions al quadrat per a la variable independentXi la variable dependentY
La suma de les desviacions al quadrat (SS): {\displaystyle SST_{y}}, {\displaystyle SSTr_{y}}, i {\displaystyle SSE_{y}} ha de ser calculada usant les següents equacions per a la variable dependent,  Y . La SS per la covariància també ha de ser calculada, els dos valors necessaris són {\displaystyle SST_{x}} i {\displaystyle SSE_{x}}.
La suma de quadrats total defineix una la variabilitat del total d'individus {\displaystyle n_{T}}:
{\displaystyle SST_{y}=\sum _{i=1}^{n}\sum _{j=1}^{k}Y_{ij}^{2}-{\frac {\left(\sum _{i=1}^{n}\sum _{j=1}^{k}Y_{ij}\right)^{2}}{n_{T}}}}
La suma de quadrats per als tractaments defineix la variabilitat entre les poblacions o grups. {\displaystyle n_{k}} representa el nombre de grups.
{\displaystyle SSTr_{y}=\sum _{i=1}^{n}\left({\frac {\sum _{j=1}^{k}Y_{ij}^{2}}{n_{k}}}\right)-{\frac {\left(\sum _{i=1}^{n}\sum _{j=1}^{k}Y_{ij}\right)^{2}}{n_{T}}}}
La suma de quadrats de l'error defineix la variabilitat residual dins de cada grup. {\displaystyle n_{n}} representa el nombre d'individus en un grup donat:
{\displaystyle SSE_{y}=\sum _{i=1}^{n}\sum _{j=1}^{k}Y_{ij}^{2}-\sum _{i=1}^{n}\left({\frac {\sum _{j=1}^{k}Y_{ij}^{2}}{n_{k}}}\right)}
La suma de quadrats total és igual a la suma de quadrats dels tractaments i la suma de quadrats de l'error (propietat d'additivitat de les sumes de quadrats i dels graus de llibertat, característica de l'ANOVA).
{\displaystyle SST_{y}=SSTr_{y}+SSE_{y}.\,}

### Càlcul de la covariància deXiY
La suma de les covariàncies defineix la covariància de  X  i  Y .
{\displaystyle SCT=\sum _{i=1}^{n}\sum _{j=1}^{k}X_{ij}Y_{ij}-{\frac {\left(\sum _{i=1}^{n}\sum _{j=1}^{k}X_{ij}\right)\left(\sum _{i=1}^{n}\sum _{j=1}^{k}Y_{ij}\right)}{n_{T}}}}
{\displaystyle SCE=\sum _{j=1}^{k}\left(\sum _{i=1}^{n}X_{ij}Y_{ij}-{\frac {\sum _{i=1}^{n}(x_{ij}Y_{ij})}{n_{n}}}\right)}

### Ajust de SSTi
La correlació entre  X  i  Y  és {\displaystyle r_{T}^{2}}.
{\displaystyle R_{T}^{2}={\frac {SCT^{2}}{SST_{x}SST_{y}}}}
{\displaystyle R_{n}^{2}={\frac {SCE^{2}}{SSE_{x}SSE_{y}}}}
La proporció de covariància és sostreta de la dependent, valors de {\displaystyle SS_{y}}:
{\displaystyle SST_{yadj}=SST_{y}-r_{T}^{2}\,}
{\displaystyle SSE_{yadj}=SSE_{y}-r_{n}^{2}\,}
{\displaystyle SSTr_{yadj}=SST_{yadj}-SSE_{yadj}\,}

### Ajust de les mitjanes de cada grupk
La mitjana de cada grup és ajustada de la manera següent:
{\displaystyle M_{y_{i}adj}=m_{y_{i}}-{\frac {SCE_{y}}{SCE_{x}}}(m_{x_{i}}-m_{x_{T}})}

### Anàlisi usant els valors de la suma de quadrats
Finalment obtenim la variància dels tractaments lliure de la covariància, on {\displaystyle df_{Tr}} (graus de llibertat) és igual a {\displaystyle N_{T}-k-1}. Pot apreciar que cada covariable elimina un grau de llibertat.
{\displaystyle MSTr={\frac {SSTr}{df_{Tr}}}}
{\displaystyle MSE={\frac {SSE}{df_{E}}}}
E estadístic F és:
{\displaystyle F_{df_{E},df_{\mathrm {Tr} }}={\frac {\mathrm {MSTr} }{\mathrm {MSE} }}.}